# Championnat de Somalie de football 2015-2016
Navigation
Edition précédente Edition suivante
La saison 2015-2016 du Championnat de Somalie de football est la 43e édition du championnat de première division nationale. Les dix clubs engagés sont regroupés au sein d'une poule uniquem où ils s'affrontent à deux reprises au cours de la saison. A l'issue du championnat, les trois derniers du classement sont relégués et remplacés par les trois meilleurs clubs de deuxième division.
C'est le Banaadir Sports Club qui remporte la compétition cette saison après avoir terminé invaincu en tête du classement final, avec six points d'avance sur Dekedaha Football Club et neuf sur Jeenyo United. Il s'agit du sixième titre de champion de Somalie de l'histoire du club.

## Participants
- Elman Football Club
- Signjet FC - Promu de Second Division
- Sahafi FC
- Banaadir Sports Club
- Horsed Football Club
- Jeenyo United
- Dekedaha Football Club
- Gaadiidka FC
- Mogadiscio FC - Promu de Second Division
- Heegan Football Club

## Compétition

### Classement
Le classement est établi sur le barème de points classique (victoire à 3 points, match nul à 1, défaite à 0). Pour départager les égalités, on tient d'abord compte de la différence de buts générale, puis du nombre de buts marqués, puis des confrontations directes.
| Rang | Équipe                 | Pts | J  | G  | N | P  | Bp | Bc | Diff |
| ---- | ---------------------- | --- | -- | -- | - | -- | -- | -- | ---- |
| 1    | Banaadir Sports Club   | 42  | 18 | 12 | 6 | 0  | 36 | 8  | +28  |
| 2    | Dekedaha Football Club | 36  | 18 | 10 | 6 | 2  | 28 | 15 | +13  |
| 3    | Jeenyio UnitedC        | 33  | 18 | 9  | 6 | 3  | 37 | 19 | +18  |
| 4    | Heegan Football ClubT  | 30  | 18 | 7  | 9 | 2  | 31 | 14 | +17  |
| 5    | Horsed Football Club   | 26  | 18 | 7  | 5 | 6  | 26 | 24 | +2   |
| 6    | Gaadiidka FC           | 24  | 18 | 6  | 6 | 6  | 18 | 16 | +2   |
| 7    | Elman Football Club    | 21  | 18 | 5  | 6 | 7  | 17 | 20 | -3   |
| 8    | SomaliFruit FCP        | 15  | 18 | 4  | 3 | 11 | 20 | 36 | -16  |
| 9    | Sahafi FC              | 13  | 18 | 3  | 4 | 11 | 30 | 38 | -8   |
| 10   | Mogadiscio FCP         | 3   | 18 | 0  | 3 | 15 | 13 | 66 | -53  |

|  | Champion de Somalie 2015-2016                                                         |
|  | Qualification pour le Championnat arabe des clubs 2016-2017                           |
|  | Relégation directe en Second Division                                                 |
|  | T : Tenant du titre C : Vainqueur de la Coupe de Somalie P : Promu de Second Division |

## Bilan de la saison
| Championnat de Somalie de football 2015-2016 |                                 |
| Champion                                     | Banaadir Sports Club (6e titre) |
| Coupes et trophées                           |                                 |
| Vainqueur de la Coupe de Somalie 2015-2016   | Jeenyo United                   |
| Qualifications continentales                 |                                 |
| Ligue des champions de la CAF 2017           | Aucun                           |
| Coupe de la confédération 2017               | Aucun                           |
| Championnat arabe des clubs 2016-2017        | Dekedaha Football Club          |
| Promotions et relégations                    |                                 |
| Promus en First Division                     | Mogadiscio United               |
| Promus en First Division                     | Waxool FC                       |
| Promus en First Division                     | Barige Dhexe FC                 |
| Relégués en Second Division                  | Signjet FC                      |
| Relégués en Second Division                  | Sahafi FC                       |
| Relégués en Second Division                  | Mogadiscio FC                   |